# Vordorf
Vordorf település Németországban, azon belül Alsó-Szászország tartományban. Lakosainak száma 3137 fő (2023. december 31.). Vordorf Adenbüttel, Schwülper, Braunschweig, Meine és Rötgesbüttel községekkel határos.

## Népesség
A település népességének változása:
| Lakosok száma | 3032 | 3043 | 1520 | 3081 | 3099 | 3142 | 3137 |
|               | 2016 | 2017 | 2018 | 2019 | 2021 | 2022 | 2023 |